# Adweek
Adweek é publicação semanal do comércio, negócio e de publicidade dos Estados Unidos que foi lançado pela primeira vez em 1978. E faz parte da Prometheus Global Media.